# Gheorghe Coman
Gheorghe Coman (n. 8 septembrie 1925, Ploiești – d. 9 august 2005) a fost un sculptor român, absolvent al Institutului  de Artă „Nicolae Grigorescu” - București, secția sculptură, seria 1945-1950, membru al Uniunii Artiștilor Plastici.
A trăit la Ploiești,  fiind unul dintre cei mai cunoscuți artiști plastici de pe meleagurile prahovene. Lui i se datorează celebrul bust al lui Caragiale din centrul Ploieștiului. 
Sculpturile sale, dedicate reprezentării unora dintre cele mai mari figuri ale istoriei și culturii naționale, ca și decorării spațiului urban, monahal, turistic, sunt expuse în Ploiești, Buzău, Târgoviște. A fost creatorul și animatorul vestitei Tabere de sculptură Măgura, de la mânăstirea Ciolanu - Buzău, printre primele de acest gen din România, inițiativă care a avut un larg ecou și peste hotare. A pus la punct acest proiect împreună cu ziaristul Paul Lampert de la România liberă.
Gheorghe Coman s-a remarcat, de asemenea, printr-un gest de mare probitate morală, refuzând  o comandă foarte promițătoare sub raport pecuniar, de a prezenta  figura dominantă a așa-numitei ,,epoci de aur" - Nicolae Ceaușescu -,  lucrare preluată ulterior de alt sculptor.  
După 1989 a desfășurat și o susținută activitate publicistică.

## Activitatea
- 1950 - Membru fondator al Uniunii Artiștilor Plastici din România (UAP),
- 1951 - președinte al Filialei UAP -  Ploiești,
- 1968 - președinte al Filialei UAP -  Buzău.

## Expoziții

### Personale
- 1965 - Vălenii de Munte,
- 1965 - Ploiești,
- 1991 - Lumsden - Scoția,
- 2000 - Ploiești,
- 2000 - București – sala Simeza;

### De grup
Începând din 1949 participă la aproape toate expozițiile anuale, bienale și trienale organizate la București, precum și la expozițiile  colective organizate pe plan local;

### Internaționale
- 1962 - Praga,
- 1970 - Varșovia,
- 1992 - Aberdeen - Scoția.

## Tabere de creație
- 1970 - 1985 - inițiator și organizator al Taberei de sculptură Măgura – Buzău,  participant la toate cele 16 ediții,
- 1987 - participant  la Tabăra de sculptură Oarba de Mureș,
- 1988 - participant  la Tabăra de sculptură Ineu,
- 1991 - participant  la Tabăra de sculptură  Lumsden - Scoția.[1]

## Premii și distincții
- 1965 -  Premiul I pentru sculptură al UAP,
- 1970 -  Premiul I pentru sculptură al UAP,
- 1971 -  Premiul Tineretului,
- 1971 -  Ordinul Meritul Cultural,
- 1976 -  Premiul pentru artă monumentală al UAP,
- 1998 -  Premiul pentru sculptură la prima ediție a bienalei „Ion Andreescu”- Buzău,
- 2000 - Diploma de onoare cu prilejul sărbătoririi a 150 de ani de la nașterea poetului Mihai Eminescu, pentru slujirea culturii românești,
- 2000 - Diploma de Cetățean de Onoare al municipiului Buzău,
- 2002 - Medalia comemorativă „I.L.Caragiale”,
- 2002 - Premiul pentru sculptură la a treia ediție a bienalei „Ion Andreescu”- Buzău.
- 2004 - Ordinul și Medalia Meritul Cultural în grad de comandor categoria C.[2]